# La Danse du coucou
La Danse du coucou (titre original : Dance on My Grave) est un roman d'Aidan Chambers publié en 1982.
Le roman est adapté au cinéma par François Ozon en 2020 sous le titre Été 85.

## Résumé
L’été de ses seize ans, Henry (ou Hal) rencontre Barry lors d’un naufrage en mer, il voit en lui l’ami qu’il a toujours rêvé d’avoir. Les deux garçons passent les sept semaines qui suivent ensemble. L’un et l’autre font la promesse de danser sur la tombe de celui qui mourra le premier, et ce sera à Hal d’honorer ce serment.

## Titre complet
« Dance on My Grave: a life and a death in four parts, one hundred and seventeen bits, six running reports and two press clippings, with a few jokes, a puzzle or three, some footnotes and a fiasco now and then to help the story along »
— Danse sur ma tombe : une vie et une mort en quatre parties, cent dix-sept fragments, six reportages et deux coupures de presse, avec quelques blagues, un ou trois puzzle, quelques notes de bas de page et un fiasco de temps en temps pour tout au long aider l’histoire.

## Édition française
- La Danse du coucou : une vie et une mort en quatre parties... , traduit de l'anglais par Jean-Pierre Carasso, Paris, Éditions du Seuil, coll. « Points. Point-virgule » no 22, 1983  (ISBN 2-02-006624-6)

## Adaptation cinématographique
- 2020 : Été 85, film français réalisé par François Ozon, adaptation du roman La Danse du coucou